# Coreopsis lopez-mirandae
Coreopsis lopez-mirandae là một loài thực vật có hoa trong họ Cúc. Loài này được Sagást. mô tả khoa học đầu tiên năm 1969.